# Mount James (Antarktika)
Mount James ist ein 1700 m hoher Berg im ostantarktischen Viktorialand. In der Saint Johns Range ist er die höchste Erhebung der Helicopter Mountains. Er ragt zwischen dem Mick Peak und dem Hott Peak auf.
Das Advisory Committee on Antarctic Names benannte ihn 2007 nach Barry Wendell James (* 1935), der in zehn Kampagnen zwischen 1998 und 2008 als Hubschrauberpilot für die Unterstützung der Arbeiten im Rahmen des United States Antarctic Program im Gebiet des McMurdo-Sunds und in den Antarktischen Trockentälern tätig war.